# Hasanagha Turabov
Hasanagha Sattar Turabov (azerbaïdjanais : Həsənağa Turabov, russe : Гасанага Турабов), né le 24 mars à Bakou et mort le 23 février 2003 dans la même ville, est un acteur soviétique, puis azerbaïdjanais.
Il a joué dans de nombreux films azerbaïdjanais, sous les noms de Hasanagha Turabov ou Gasan Turabov, dont Babek (1979), Bayin ogurlanmasi (1985), Yaramaz (1988), Tahmina (1993).

## Filmographie
- 1979 : Interrogatoire (ru) (İstintaq) de Rasim Ojagov : général
- 1979 : Babek d'Eldar Kouliev : Afshin
- 1982 : Nizami d'Eldar Kouliev : Müzəffəri
- 1984 : Park de Rasim Ojagov